# Імад Фараж
Імад Фараж (фр. Imad Faraj, нар. 11 лютого 1999, Круа) — французький футболіст, півзахисник клубу АЕК (Ларнака).

## Клубна кар'єра
Свій дебютний матч за «Лілль» у Лізі 1 Фараж провів 20 серпня 2017 року у грі проти «Кана». Загалом у сезоні 2017/18 Фараж провів 8 матчів, щоправда, в жодному не відігравши всіх 90 хвилин.
У сезоні 2018/19 Фараж зовсім не мав ігрової практики в професіональній команді, граючи лише за дубль у четвертому дивізіоні. Для здобуття ігрової практики в липні 2019 він був відданий в оренду до клубу «Белененсеш САД» в рамках партнерської угоди між «Ліллем» та португальським клубом. Непогано розпочавши сезон, він перестав грати після відставки тренера Сілаша, і в січні 2020 року «Лілль» відкликав Фаража з оренди назад до Франції.
31 липня 2020 року Фараж підписав однорічний контракт з бельгійським клубом «Рояль Ексель Мускрон». 8 серпня 2020 року він дебютував в Лізі-Жюпіле у поєдинку проти «Антверпена», в якому вийшов в стартовому складі і був замінений на 80-ій хвилині. 1 грудня 2020 року Імад забив за «Мускрон» свій дебютний м'яч, вразивши ворота «Сент-Трюйдена» (3:2). Всього за сезон Імад провів 27 ігор, в яких одного разу відзначився.
У серпні 2021 року у статусі вільного агента перейшов у кіпрський АЕК (Ларнака).

## Міжнародна кар'єра
Фараж народився у Франції, але має марокканське походження. Грав за юнацькі та молодіжну збірні Франції.

## Титули і досягнення
- Володар Кубка Кіпру (1):

АЕК: 2024-2025